# Ressons-le-Long
Ressons-le-Long ist eine französische Gemeinde mit 780 Einwohnern (Stand: 1. Januar 2022) im Département Aisne in der Region Hauts-de-France. Sie gehört zum Arrondissement Soissons und zum Kanton Vic-sur-Aisne.

## Lage
Die Gemeinde Ressons-le-Long liegt 13 Kilometer westlich von Soissons und  Kilometer östlich von Compiègne. Nachbargemeinden von Ressons-le-Long sind Berny-Rivière im Norden, Fontenoy im Nordosten, Ambleny im Osten und Süden, Montigny-Lengrain im Westen sowie Vic-sur-Aisne im Nordwesten. Im äußersten Osten durchquert das Flüsschen Retz das Gemeindegebiet knapp vor seiner Mündung in die Aisne. Die südöstliche Gemeindegrenze

## Bevölkerungsentwicklung
| Jahr      | 1962 | 1968 | 1975 | 1982 | 1990 | 1999 | 2006 | 2013 | 2022 |
| Einwohner | 641  | 652  | 692  | 698  | 711  | 740  | 757  | 775  | 780  |

## Sehenswürdigkeiten
- Kirche Saint-Georges aus dem 11. Jahrhundert,  Monument historique seit 1921
- Schloss  mit Schlosskapelle

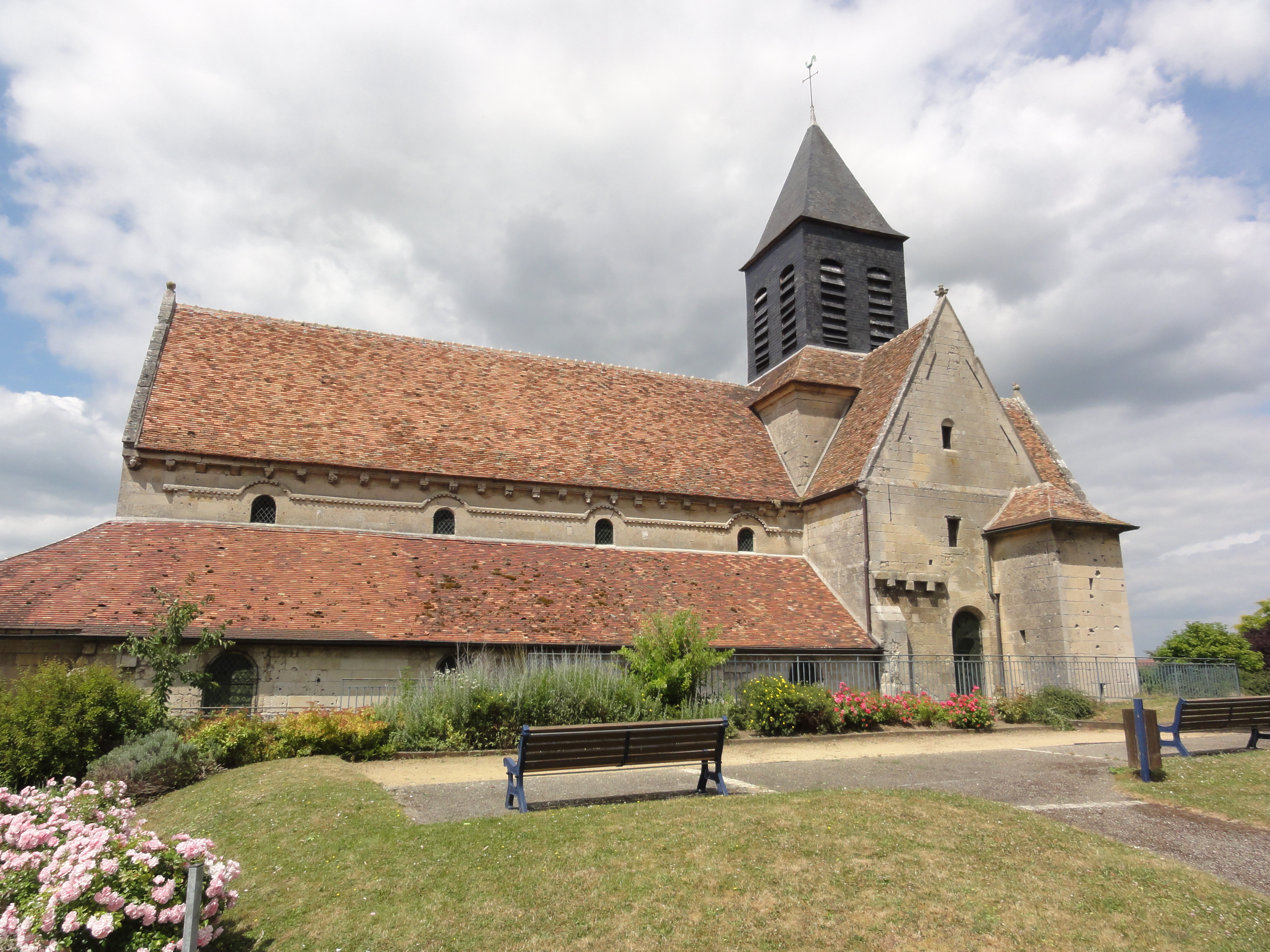
Kirche Saint-Georges
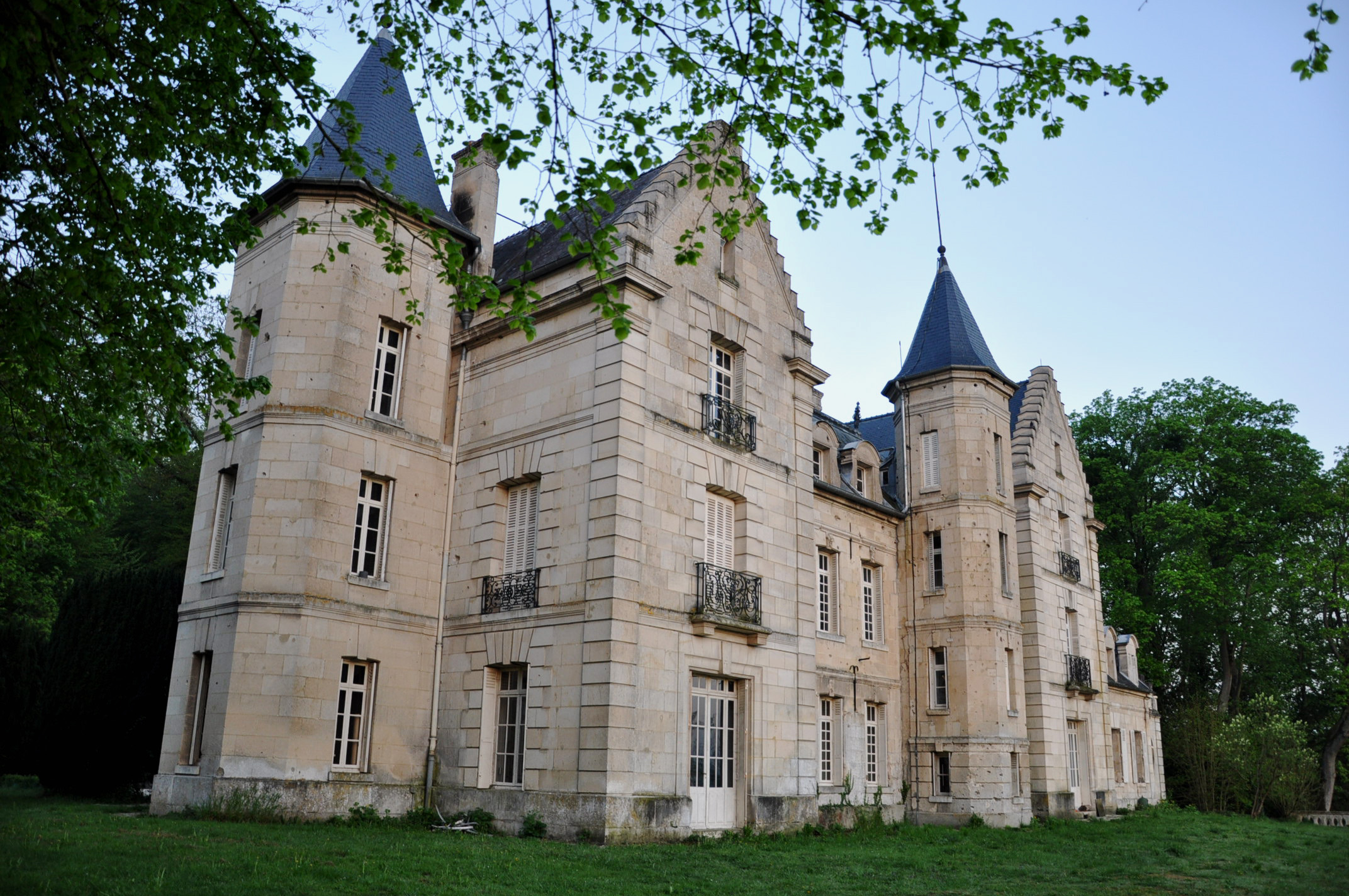
Schloss Montois
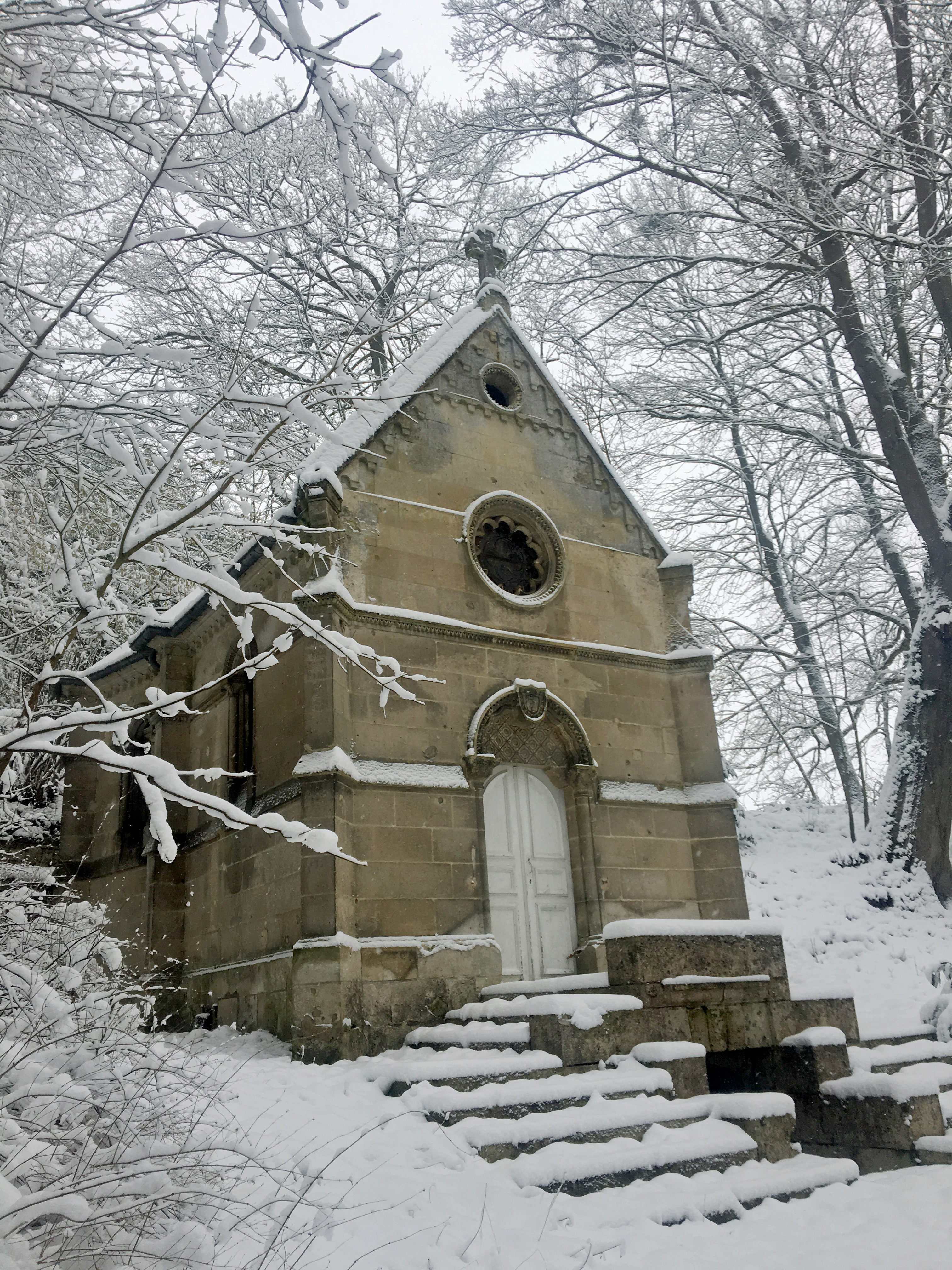
Schlosskapelle
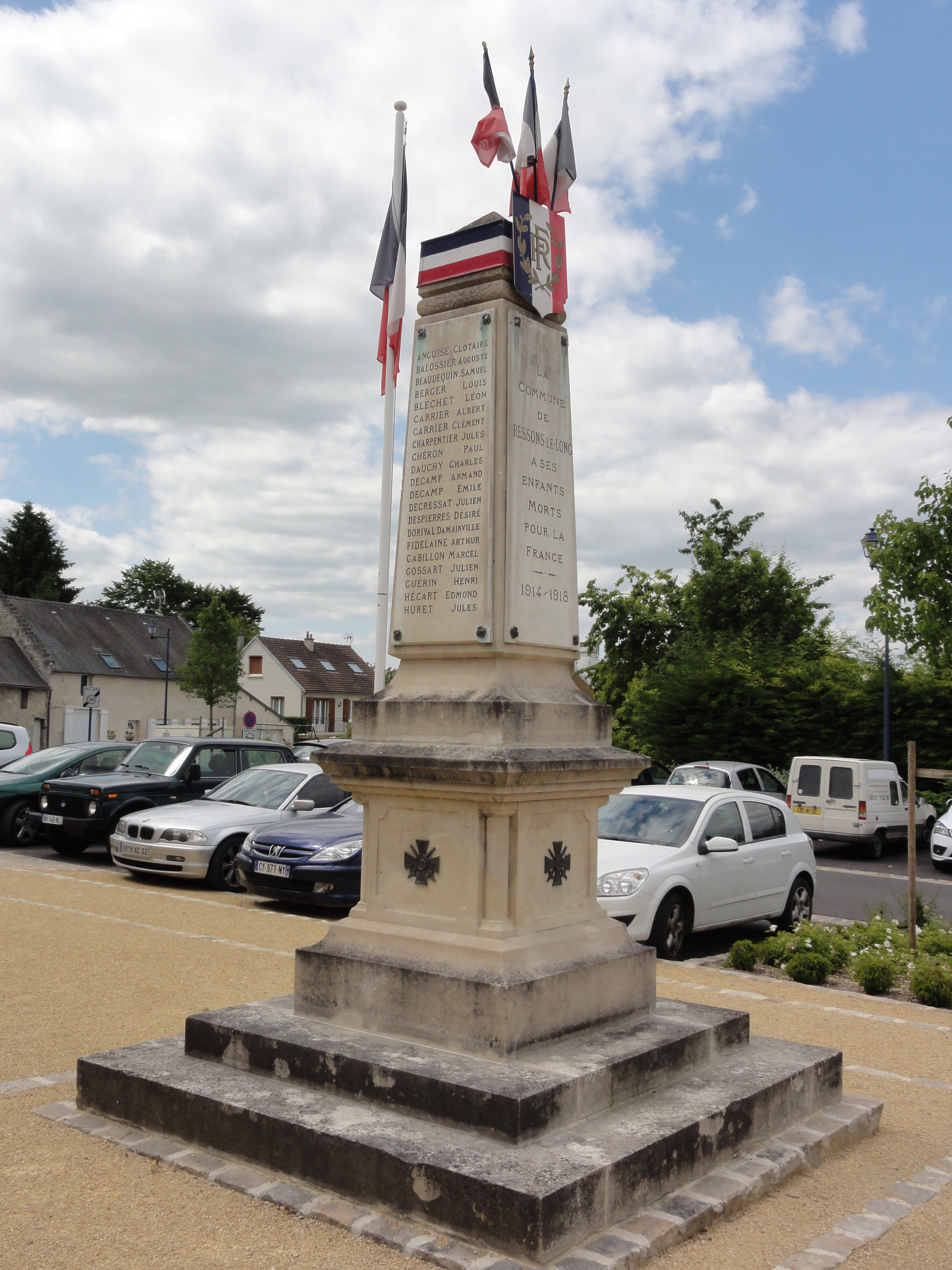
Gefallenendenkmal

## Persönlichkeiten
- Constant Huret (1870–1951), Radrennfahrer